# بطولة أمريكا الجنوبية لألعاب القوى للناشئين 1985
بطولة أمريكا الجنوبية لألعاب القوى للناشئين 1985 هي النسخة الـ 17 من بطولة أمريكا الجنوبية لألعاب القوى للناشئين. أقيمت في الأرجنتين. شارك فيها 206 رياضياً من 6 بلدان. تصدرت البرازيل جدول الميداليات برصيد 50 ميدالية منها 18 ذهبية.

## جدول الميداليات
| الترتيب | منتخب      | ذهبية | فضية | برونزية | المجموع |
| ------- | ---------- | ----- | ---- | ------- | ------- |
| 1       | البرازيل   | 18    | 21   | 11      | 50      |
| 2       | تشيلي      | 9     | 4    | 12      | 25      |
| 3       | الأرجنتين  | 8     | 9    | 10      | 27      |
| 4       | الأوروغواي | 2     | 2    | 1       | 5       |
| 5       | بيرو       | 0     | 1    | 3       | 4       |